# ボアルンステルヒム
ボアルンステルヒム（オランダ語: Boornsterhem）は、オランダのフリースラント州にかつてあった基礎自治体（ヘメーンテ）。
2014年1月1日、デ・フリスケ・メレン、レーワルデン、ヘーレンフェーン、スドウェスト＝フリースラントの4つの基礎自治体に分割され消滅した。